# Erik Dahl (zoolog)
Axel Erik Dahl, född 25 december 1914 i Södra Väsby, Sunnemo församling,  Värmland, död 1999, var en svensk zoolog. Han var son till jägmästaren Wilhelm Dahl och Emmy, f. Carlsson, som yngst i en syskonskara på fyra. Han avlade studentexamen 1933 i Karlstad, fil. kand. i Lund 1943, fil. lic. 1946 och disputerade i zoologi i Lund 1948: "On the smaller Arthropoda of marine algae, especially in the polyhaline waters off the Swedish west coast.". Docent 1948, forskardocent 1954, vik. på professorstjänster. Dahl efterträdde 1 jan 1958 Bertil Hanström på professuren i jämförande anatomi vid Lunds universitet, vilken han innehade till sin pension 1980. Ledamot av Kungliga Fysiografiska Sällskapet i Lund 1958, ledamot av Kungliga Vetenskapsakademien 1974. 
Erik Dahls vetenskapliga produktion handlar till stor del om kräftdjuren.  Hans första vetenskapliga publikation kom 1938 och handlade om  amfipoder (märlkräftor), en grupp som han återkom till under hela sin bana. Han började som  systematiker, men övergick till faunistik och från 1953/54 till  morfologi. Han deltog i Lunds universitets vetenskapliga expedition till Chile 1948-49 och utgav flera marinbiologiska rapporter från denna. Han publicerade ca 120 vetenskapliga arbeten samt läroböcker och populärvetenskapliga böcker. Han författade delen Evertebratzoologi i serien Biologi (A&W 1972) och medverkade i serien Djurens värld (Förlagshuset Norden, 1960-64).
Gift 1939 med Estrid Svensson, 1956 med Christine Blank. Christine Dahl är professor i entomologi i Uppsala sedan 1979, nu emerita.